# Mohammad Hassan Akhund
Mohammad Hassan Akhund (en pachto : محمد حسن آخند) est un mollah et chef afghan taliban qui participe des organes exécutifs de l'organisation. 
D'abord conseiller politique du mollah Omar, il occupe à l'époque de la présence au pouvoir des talibans (1996-2001) la fonction de  vice-ministre des Affaires étrangères et de gouverneur de la province de Kandahar. Après le rétablissement de l'émirat islamique en 2021, il est nommé Premier ministre.

## Biographie
Descendant d'Ahmad Shah Durrani et originaire de Kandahar, auteur d'ouvrages sur l'islam, il devient un des commandants du mouvement militaro-religieux taliban et, à ce titre, figure sur la liste des sanctions du Conseil de sécurité liées aux « actes et activités des talibans ». Son influence en termes religieux s'illustre notamment lorsqu'il parvient à convaincre le Mollah Omar de détruire les Bouddhas de Bâmiyân ou qu'il édicte dans les années 1990 des règles stricte de séparation hommes - femmes et interdit à ces dernières l'éducation: il imprime plus généralement la marque du déobandisme au mouvement taliban.
En septembre 2021, il est nommé Premier ministre de l'émirat islamique d'Afghanistan, avec pour numéro deux l'homme fort des talibans, le mollah Baradar. Sa nomination à la place de ce dernier qui était pressenti pourrait être le signe de tensions entre les Talibans modérés et le réseau Haqqani et une forme de conciliation entre les deux. Il forme un gouvernement de transition comportant 21 hommes, tous issus du mouvement taliban.
Il est remplacé temporairement le 17 mai 2023 par le vice-Premier ministre Mohammad Abdul Kabir en raison de problèmes de santé. Il reprend ses fonctions le 17 juillet.